# TraxX
Pour les articles homonymes, voir Trax.
TraxX (트랙스), anciennement TRAX et The TRAX, est un groupe de rock sud-coréen. Il est formé en 2004 par SM Entertainment et produit par le cofondateur d'X Japan, Yoshiki. Le nom représente la première lettre du nom de scène de chaque membre (Typhoon of the Rose Attack on Xmas).

## Biographie

### Débuts et succès (2004–2016)
Le groupe fait sa première apparition publique pour BoA lors du onzième single Rock with You en décembre 2003. TRAX débute officiellement en juillet 2004, en sortant leur premier single Paradox et réalise leur premier concert le 26 juillet 2004 au Ziller Hall. Le groupe est présenté comme un groupe coréen à faire du 'visual' cependant le groupe laisse vite cette image de côté en changent leur image, mais également leur musique devenant plus mélodieuse.
En mai 2006, le batteur du groupe, MinWoo (Rose) quitte le groupe pour poursuivre d'autres intérêts. Le groupe continue en trio en 2006 en sortant son premier album. Depuis la fin de la promotion de l'album, plus d'activité du groupe n'a été fait. En début de 2007, SM Entertainment annonce que Jay (Typhoon) souffre d'un kyste intracordal et qu'une opération était nécessaire. Les fans se posent alors des questions sur l'avenir du groupe.
De fin 2008 à début 2009, le groupe refait surface en participant à une émission de télévision intitulée Band of Brothers avec seulement deux membres Jay et JungMo.
Les fans supposent que JungWoo (Attack) a quitté le groupe, puisqu'il n'a participé à aucune activité depuis le retour du groupe, certaines rumeurs disent qu'il a fait son service militaire, mais aucune annonce officielle est fait. En 2009, TRAX collabore avec le groupe Air pour le drama Swallow the Sun.
En janvier 2010, SM Entertainment annonce que le groupe fera son retour en sortant son premier mini-album le 25 janvier 2010. Le mini-album contient des chansons écrites et composées par Jungmo et Jay, et mettra en vedette d'autres artistes tels que Key de SHINee, Wheesung et Shin Min Chul de T-MAX. Typhoon rejoint également la formation SM the Ballad, composée de Jonghyun (SHINee), Kyuhyun (Super Junior) et Jino pour un mini-album en 2010, cependant il ne participe pas au comeback du groupe en février 2014.
Le 26 mars 2012, Typhoon (Jay Kim) est enrôlé dans l'armée pendant deux ans. Il reçoit un entrainement de base à Busan. X-Mas (Kim Jung-mo) est enrôlé sept mois plus tard, le 25 octobre 2012.

### Divers changements (depuis 2017)
Le 3 janvier 2017, TRAX annonce sa première sortie depuis Blind en 2011. Le 7 janvier 2017, ils sortent le single Road qui fait partie du projet de SM Entertainment, SM Station.
Le 23 février 2018, TRAX sort son premier single d'EDM Notorious avec LIP2SHOT,..
Le 26 mars 2018, S.M. Entertainment annonce le changement du nom du groupe : de TRAX en TraxX, et l'arrivée du DJ et producteur GINJO, qui leur permet de passer du rock à la musique électronique,.

## Membres
- Jay (Kim Gyeon-wu/Typhoon) — chanteur (2004–2019)
- Jungmo (Kim Jung-mo/X-Mas) — guitariste (2004–2018) et bassite (2018–2019)
- Ginjo (Park Gin-jo) — DJ (2018–2019)
- Rose (No Min-woo) — batteur (2004–2006)
- Attack (Kang Jung-woo)  — bassite (2004–2008)

## Discographie

### Coréen
- 2004 : Paradox (single)
- 2004 : Scorpio (single)
- 2006 : 초우 (初雨) (album)
- 2010 : 가슴이 차가운 남자 First Mini Album (mini-album)
- 2010 : 오! 나의 여신님 (mini-album)
- 2011 : 창문 (mini-album)

### Japonais
- 2004 : Scorpio (single)
- 2005 : Ratchsody (single)
- 2005 : Blaze Away (single)
- 2006 : Resolution (single)
- 2007 : Find the Trax (single)

### Apparitions
- 2004 : TVXQ! - Tri-Angle
- 2010 : SM the Ballad - Miss You (Typhoon)